# Cathédrale Saint-Pierre-et-Saint-Paul de Kara
Cette  cathédrale n’est pas la seule cathédrale Saint-Pierre-et-Saint-Paul.
La cathédrale Saint-Pierre-et-Saint-Paul est une cathédrale catholique située à Kara, au Togo. Elle est le siège du diocèse de Kara.

## Historique
La paroisse, érigée en 1930, est devenue cathédrale le 1er juillet 1994.